# Segnitz
Segnitz – miejscowość i gmina w Niemczech, w kraju związkowym Bawaria, w rejencji Dolna Frankonia, w regionie Würzburg, w powiecie Kitzingen, wchodzi w skład wspólnoty administracyjnej Marktbreit. Leży około 7 km na południe od Kitzingen, nad Menem, przy autostradzie A7.

## Demografia
| Rok  | Liczba mieszk. |
| ---- | -------------- |
| 1970 | 976            |
| 1987 | 877            |
| 2000 | 866            |
| 858  |                |

## Polityka
Wójtem jest Rudolf Löhr. Jego poprzednikiem do 2002 był Heinrich Fischer.

## Oświata
(na 1999)

W gminie znajduje się 27 miejsc przedszkolnych (z 26 dziećmi).